# Anaso Jobodwana
Anaso Jobodwana  (ur. 30 lipca 1992) – południowoafrykański lekkoatleta specjalizujący się w biegach sprinterskich. Trzykrotny olimpijczyk.
Jobodwana startował w mistrzostwach Afryki 2012, lecz odpadł w fazie eliminacyjnej biegu na 200 metrów. Miesiąc później zadebiutował na igrzyskach olimpijskich, gdzie dość niespodziewanie awansował do finału, poprawiając rekord życiowy. W finałowym biegu zajął 8. lokatę. W 2013 zdobył złote medale uniwersjady na 100 i 200 metrów. Szósty zawodnik biegu na 200 metrów podczas mistrzostw świata w Moskwie (2013). Brązowy medalista biegu na 200 metrów podczas mistrzostw świata w Pekinie (2015).
Na rozgrywanych w Rio de Janeiro igrzyskach olimpijskich zajął 4. pozycję w grupie eliminacyjnej podczas konkursu biegu na 200 metrów i nie zdołał zakwalifikować się do dalszej fazy zmagań. W 2018 roku wywalczył tytuł wicemistrzowski podczas igrzysk Wspólnoty Narodów w sztafecie 4 × 100 metrów. Startował na igrzyskach afrykańskich w Rabacie, gdzie zdobył dwa brązowe medale (w konkurencjach biegu na 200 metrów oraz biegu sztafet 4 × 100 metrów). W rozgrywanym w ramach igrzysk olimpijskich w Tokio konkursie biegu na 200 metrów zajął w półfinale 8. miejsce w swej grupie.
Medalista mistrzostw NCAA.

## Rekordy życiowe
- Bieg na 100 metrów – 10,10 (24 maja 2013, Greensboro i 8 lipca 2013, Kazań) / 10,07w (23 lutego 2018, Pretoria)
- Bieg na 200 metrów – 19,87 (27 sierpnia 2015, Pekin) były rekord Republiki Południowej Afryki
- Bieg na 200 metrów (hala) – 20,47 (8 marca 2013, Fayetteville) rekord Republiki Południowej Afryki.

14 kwietnia 2018 wszedł w skład południowoafrykańskiej sztafety 4 × 100 metrów, która ustanowiła wynikiem 38,24 aktualny rekord kraju w tej konkurencji.